# Liste der Regierungen der Niederlande

Wappen der Niederlande

Die Regierungen der Niederlande seit 1848 bestand aus folgenden Kabinetten:

## Regierungen

### Niederländische Regierungen (1848 bis 1940)
1. Schimmelpenninck
2. De Kempenaer/Donker Curtius
3. Thorbecke I
4. Van Hall/Donker Curtius
5. Van der Brugghen
6. Rochussen
7. Van Hall/Van Heemstra
8. Van Zuylen van Nijevelt/Van Heemstra
9. Thorbecke II
10. Fransen van de Putte
11. Van Zuylen van Nijevelt
12. Van Bosse/Fock
13. Thorbecke III
14. De Vries/Fransen van de Putte
15. Heemskerk/Van Lynden van Sandenburg
16. Kappeyne van de Coppello
17. Van Lynden van Sandenburg
18. Heemskerk Azn.
19. Mackay
20. Van Tienhoven
21. Röell
22. Pierson
23. Kuyper
24. De Meester
25. Heemskerk
26. Cort van der Linden
27. Ruijs de Beerenbrouck I
28. Ruijs de Beerenbrouck II
29. Colijn I
30. De Geer I
31. Ruijs de Beerenbrouck III
32. Colijn II
33. Colijn III
34. Colijn IV
35. Colijn V
36. De Geer II

### Niederländische Exilregierungen (1940 bis 1945)
auch bekannt als Londoner Kabinette 
1. De Geer II
2. Gerbrandy I
3. Gerbrandy II
4. Gerbrandy III

### Niederländische Regierungen (seit 1945)
1. Schermerhorn/Drees
2. Beel I
3. Drees/Van Schaik
4. Drees I
5. Drees II
6. Drees III
7. Beel II
8. De Quay
9. Marijnen
10. Cals
11. Zijlstra
12. De Jong
13. Biesheuvel
14. Den Uyl
15. Van Agt I
16. Van Agt II
17. Van Agt III
18. Lubbers I
19. Lubbers II
20. Lubbers III
21. Kok I
22. Kok II
23. Balkenende I
24. Balkenende II
25. Balkenende III
26. Balkenende IV
27. Rutte I
28. Rutte II
29. Rutte III
30. Rutte IV
31. Schoof